# Kozłowskie (Białoruś)
Kozłowskie (biał. Казлоўскія, Kazłouskija; ros. Козловские, Kozłowskije) – dawny chutor na Białorusi, w obwodzie witebskim, w rejonie brasławskim, w sielsowiecie Widze.

## Historia
Pod koniec XIX wieku zaścianek leżał w powiecie nowoaleksandrowskim.
W latach 1921–1945 zaścianek a następnie kolonia leżała w Polsce, w województwie nowogródzkim (od 1926 w województwie wileńskim), w powiecie brasławskim, w gminie Widze a następnie w gminie Dryświaty.
Według Powszechnego Spisu Ludności z 1921 roku istniały dwa zaścianki. Kozłowskie I i II. Kozłowskie I zamieszkiwało 15 osób w 2 budynkach mieszkalnych. Kozłowskie II – 5 osób w jednym budynku. Wszyscy mieszkańcy byli wyznania rzymskokatolickiego i zadeklarowali polską przynależność narodową. W 1931 wykazano jedną miejscowość Kozłowskie (kolonię) gdzie w 4 domach zamieszkiwało 21 osób.
Wierni Kościoła katolickiego należeli do parafii w Widzach. Podlegała pod Sąd Grodzki w m Turmont i Okręgowy w Wilnie; właściwy urząd pocztowy mieścił się w Widzach.
W okresie radzieckim miejscowość miała status chutoru i podlegała pod sowchoz „Widzski”.